# Quibe
 (avril 2020).
Quibe (pseudonyme de Christophe Louis) est un illustrateur français habitant à Colombes près de Paris. Il dessine des portraits (humain, animaux, plante) d’un seul trait en jouant plus ou moins avec les épaisseurs. Malgré la simplicité du dessin, il réussit à créer des expressions spécifiques à chaque représentation en donnant assez d’informations pour qu’on la reconnaisse tout en minimisant la longueur du trait. Ces portraits s'appellent des « one line, ».

## Biographie
Quibe est né le 27 avril 1970 en banlieue parisienne. Après une enfance bercée sur les rives des îles de Polynésie française, où son père travaillait pour une compagnie aérienne, il arrive sur Paris afin de poursuivre ses études supérieures. Il commencera son activité professionnelle dans des agences de publicité comme directeur artistique (Leo Burnett,, Pumpkin, Melville), mais aussi en tant que Freelance. Il est aujourd'hui à son propre compte.
Il travaille toujours pour l'illustration des campagnes de communication avec des grands groupes internationaux ou des institutionnels, mais réalise à côté des dessins et autres illustrations, qu'il commercialise sous divers formats (affiches, sculptures, mobilier…).
L'univers de Quibe comporte plusieurs aspects : les animaux et notamment comme ancien cavalier, il affectionne tout naturellement les chevaux à travers une collaboration avec la revue Equestrio, mais aussi le sport dont le Rugby, en tant que fidèle supporteur du Racing 92 (club basé à Colombes). 
Il est aussi proche de la mouvance Geek et notamment l'univers des superhéros et de la science fiction.
Il est marié et a deux filles.

## Œuvres

### Bandes Dessinées  / Livres (Ouvrages collectifs)
- 2013 - Projet 17 mai : 40 dessinateurs contre l'homophobie[16], Initié en 2009 par Julie Maroh (« Le bleu est une couleur chaude »), puis repris en 2012 par les blogueurs Silver et Pochep, Le « Projet 17 mai » rassemble une centaine de blogueurs et illustrateurs, invités à créer autour de l'homosexualité, à l'occasion de la Journée mondiale contre l'homophobie et la transphobie, le 17 mai de chaque année.
- 2014 - Héros sur canapé Tome 1[17], Au départ, c'est une idée débile... (ce sont les meilleures) : Mettre les super-héros sur le divan du psy.
- 2015 - Derrière le monument aux morts[18]  À l'occasion de la célébration du centenaire de la Grande Guerre, vingt-neuf dessinateurs ont chacun mis en scène un de ces poilus afin de leur redonner un visage.
- 2015 - Geek-art : une anthologie. Volume 2[19] c’est plus de 400 pages d’art inspirées par la pop culture avec des oeuvres imaginées par des artistes du monde entier.
- 2015 - Héros sur canapé, Tome 2 [20],Un poil moins de 100 HEROS illustrés par un peu plus de 50 AUTEURS dont un scénariste TOUS FOUS.
- 2015 - Projet 17 mai : Tome 2 - Des dessins contre les LGBTphobies[21],
- 2016 - Geek-Art (Hors-Série)[22] À l’occasion des 75 ans de Batman, Geek-Art et la French Paper Gallery se sont associés à Warner Brother et DC Comics pour lancer une entreprise artistique unique en son genre en réalisant un livre avec 31 artistes.
- 2018 - Art des geeks[23], Sous l'impulsion des artistes geeks, Cendrillon trompe sa solitude dans un bar glauque, Dark Vador s'improvise maître nageur à la piscine municipale, Mario se fait arrêter pour possession de substance illicite, Batman et Superman se mènent une guerre puérile...
- 2018 - L'art des geeks[24], L'Art des geeks jongle avec virtuosité entre les références populaires et classiques dans des reproductions tantôt graphiques, tantôt humoristiques. Comics, films, séries TV et jeux vidéo inspirent les artistes de cette fan-culture où l'hommage se transforme bien souvent en acte de création.

### Dessins - Illustrations

Illustration "CLOSE" réalisée par QUIBE

Son dessin le plus connu s'appelle "CLOSE" représentant deux visages délicatement entrelacés, deux longs traits noirs, fins et précis. Les yeux fermés, les bouches mi-ouvertes. Ce dessin a été déposé en 2017 au titre de marque internationale auprès de l'Inpi sous le numéro 1368338. On le retrouve dans beaucoup de séries télévisées et campagnes publicitaires dont notamment dans la publicité Meetic fin 2019 accroché au mur. 
Ses illustrations sont également utilisées de manière importante dans l'univers du tatouage car faciles à reproduire.
Il réalise aussi des dessins pour des couvertures de livre comme pour "Romance" de Catherine Arnaud ou "Follow this thread" d'Henry Eliot.
Ses dessins sont devenus omniprésents sur les réseaux sociaux dépassant le stade de l'affiche ou des livres pour revêtir de nombreuses formes inattendues comme par exemple sur des cappucinos dans un café de l'Illinois

## Contrefaçons de son travail
On présente souvent Quibe comme l'illustrateur le plus contrefait au monde. En effet son dessin CLOSE se retrouve distribué dans de nombreux points de vente sous différentes formes sans son accord.
Certains acteurs reconnus de la mode n'hésitent pas à utiliser ses créations à son insu comme le groupe Zara. 
De nombreuses plateformes de vente par internet étrangères commercialisent des produits arborant ses dessins rendant la lutte contre cette contrefaçon difficile. En effet elles proposent des produits de leurs propres clients également basés à l'étranger ne facilitant les poursuites judiciaires pour faire valoir ses droits de propriété intellectuelle,. 
Une exposition en Bulgarie intitulée « Modernisme et Avant-Garde, la perspective bulgare » a utilisé certaines œuvres ; elle cherchait à présenter des artistes bulgares du début du XXe siècle et notamment des travaux encore jamais présentés au public, appartenant à Nikolai Nedelchev, patron local de Publicis. Au moins six œuvres exposées dans la galerie ont été reconnues par leurs auteurs originels dont Quibe.